# Рождество Богородично (Симитли)
„Рождество Богородично“ или „Света Богородица“ е българска църква в югозападния български град Симитли.

## Местоположение
Храмът е построен през 1929 година в центъра на Симитли на десния бряг на Струма.

## Архитектура
Църквата е храм-паметник за загиналите войници от Седма пехотна рилска дивизия в боя при Симитли по време на Балканската война в 1912 година. В архитектурно отношение представлява трикорабна псевдобазилика с притвор и камбанария от запад. Архиерейският трон е с дърворезба от Банската художествена школа. Запазени са три свещеника с интересна форма. Интериорът показва високите художествени качества на зографа. Иконите са рисувани през 1929 година. Строител на църквата е Илия Йосифов от Каракьой.Тя е осветена на 13 октомври 1929 година от митрополит Макарий Неврокопски.